# Hespérie levantine
Carcharodus orientalis
Espèce
L’Hespérie levantine (Carcharodus orientalis) est un lépidoptère (papillon) de la famille des Hesperiidae, de la sous-famille des Pyrginae et du genre Carcharodus.

## Dénomination
Carcharodus orientalis a été nommée par Jacques-Louis Reverdin en 1913.

### Noms vernaculaires
L’Hespérie levantine se nomme en anglais Oriental Skipper, en grec Ανατολική εσπερίδα et en turc Oryantal zipzip,,.

### Sous-espèce
Carcharodus orientalis teberdininus Devyatkin, 1990.

## Description
C'est un papillon au dessus marbré de marron clair et d'ocre orné de marques blanches et au revers des ailes antérieures plus claires et des ailes postérieures très pâles,.

## Biologie

### Période de vol et hivernation
Il vole en deux ou trois générations entre avril et août.
Il hiverne au stade de chenille.

### Plantes hôtes
Les plantes hôtes de sa chenille sont des Stachys.

## Écologie et distribution
Il réside en Europe  dans le nord de la Hongrie, le sud de la Serbie, en Macédoine, Albanie, Bulgarie, Grèce, en Turquie et au Moyen-Orient jusqu'au nord de l'Iran et en Palestine ,.

### Biotope
Il réside dans les lieux broussailleux herbus fleuris secs et chauds.

### Protection
Pas de statut de protection particulier.